# Francia vasúttársaságok
Ez a lista a franciaországi vasúttársaságok nevét tartalmazza.

## Fő üzemeltetők

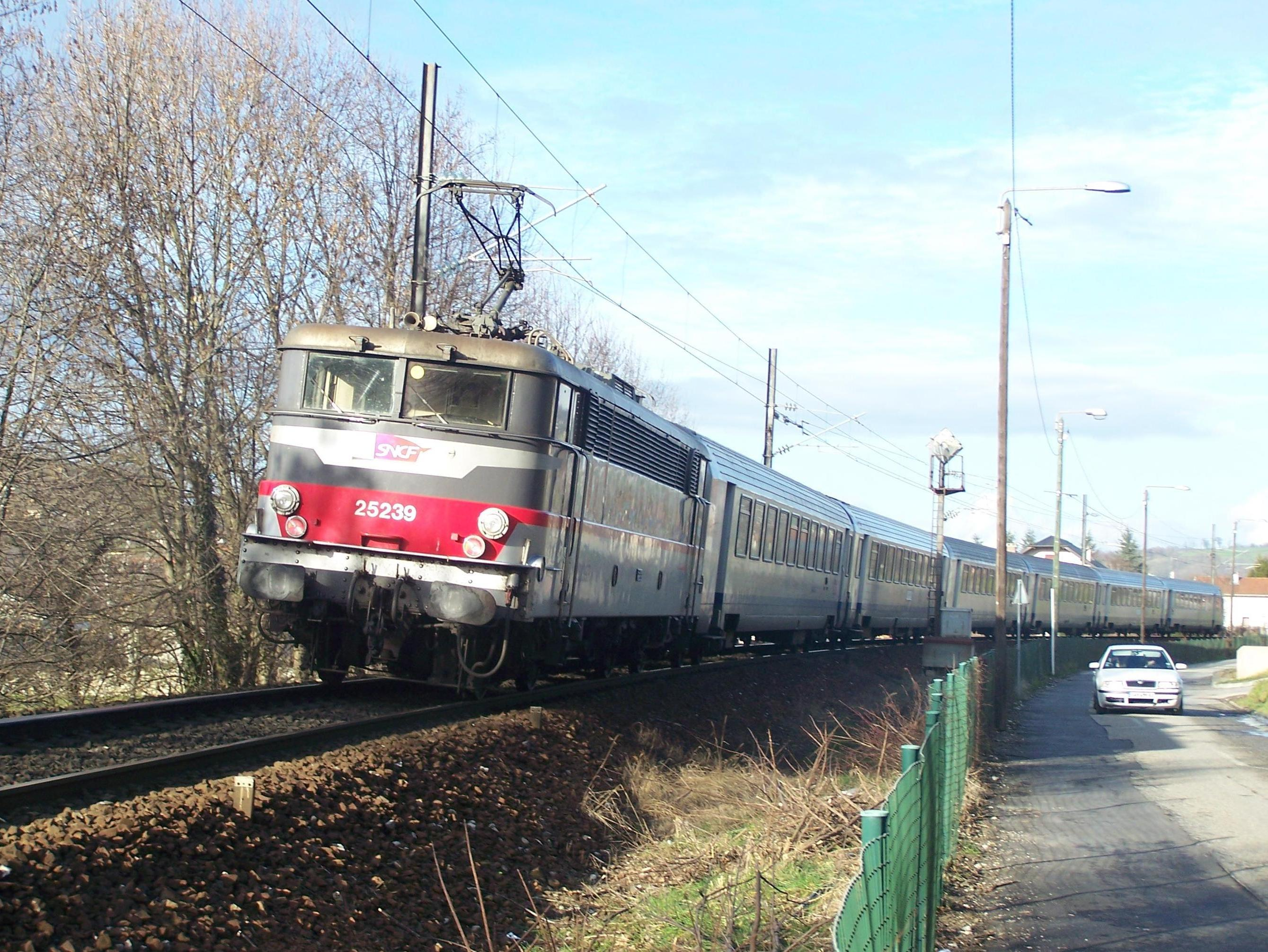
Francia személyszállító vonat egy SNCF BB 25200 sorozatú villamos mozdonnyal

- SNCF - Société Nationale des Chemins de fer Français
- Ligne de Cerdagne
- Ligne de Savoie
- BA -Chemin de Fer du Blanc-Argent
- CFC - Chemins de Fer Corses
- CFTA - Société Génerale de Chemin de Fer et de Transports Automobiles
- CMB - Compagnie du Mont-Blanc
- CP - Chemins de fer de Provence
- ECR - Euro Cargo Rail
- Eurotunnel
- HBL - Houillères du Bassin de Lorraine (most VFLI-Cargo)
- Le Petit Train de la Rhune
- RATP - Régie Autonome des Transports Parisiens
- RDT13 - Régie Départmentale des Transports des Bouches-du-Rhône
- VC - Veolia Cargo
- VFL - Voies Ferrées des Landes (most VFLI)
- VFLI - Voies Ferrées Locales et Industrielles

## Pályaépítő / karbantartó vasutak
- DVF - Dijonaise de voies ferrées
- E-Génie
- ETF - Européenne de Travaux Ferroviaires
- Fourchard
- Frasca
- Genifer
- Meccoli
- PB - Pichenot-Bouillè
- SECO-RAIL
- Toprail SNC
- TSO - Travaux du Sud-Ouest